# جرم رئيس

حركة مركز الأبعاد المتناسبة للنظام الشمسي بالنسبة للشمس

الجِرْم الرئيس أو الجِرْم الأم هو الجرم المادي الرئيس لنظام متعدد الأجرام ومرتبط جاذبيَّا. يشكل هذا الجرم معظم كتلة هذا النظام ويُحدَّد موقعه عمومًا بالقرب من مرجح النظام.
في النظام الشمسي الشمس هي الأساس لجميع الكائنات التي تدور حول النجم. وبنفس الطريقة فإن الأطوار الرئيسة لجميع الأقمار الطبيعية والأقمار الصناعية هي الكوكب الذي تدور حوله.
مركز الكتلة هو متوسط كل الأشياء التي تم وزنها بالكتلة. فالشمس كبيرة جدا بحيث يقع مركز الأبعاد المتناسبة للنظام الشمسي بالقرب من مركز الشمس. ومع ذلك فإن الغاز بعيد بما يكفي عن الشمس بحيث يمكن أن يكون مركز النظام الشمسي خارج الشمس على الرغم من أن الشمس تضم معظم كتلة النظام الشمسي.
مثال متنازع عليه لنظام قد يفتقر إلى الجرم الرئيس هو بلوتو والقمر تشارون حيث يقع مركز الأبعاد المتناسبة لهذين الجرمين خارج سطح بلوتو. وقد أدى هذا ببعض الفلكيون ليطلقوا على نظام بلوتو-شارون كوكب قزم مزدوج أو ثنائي بدلا من كونه مجرد كوكب قزم وقمر.
في عام 2006 نظر الاتحاد الفلكي الدولي في تعريف رسمي لمصطلح الكوكب المزدوج الذي كان من الممكن أن يشمل على بلوتو وشارون رسميا ولكن لم يتم الاعتراف على هذا المصطلح.